# Vivisection humaine
Une vivisection humaine est une pratique à prétention scientifique qui consiste en la vivisection d'un être humain, c'est-à-dire en la dissection d'un homme, d'une femme ou d'un enfant commencée alors que le sujet est encore en vie.
Différents témoignages des Temps modernes (du XVe au XVIIIe siècle) laissent entendre que certaines expériences de dissections humaines sur des personnes vivantes furent effectivement tentées durant cette période, qui vit l'engouement pour les dissections publiques devenir tel que les théâtres anatomiques avaient du mal à s'approvisionner en cadavres, ce qui donna lieu, par ailleurs, à de nombreux trafics de corps morts.
On sait en outre que la pratique avait des partisans, qui y voyaient une façon de résoudre le paradoxe fondamental de la science anatomique : étudier le vivant en utilisant des chairs inertes. Parmi eux, le plus connu est probablement Denis Diderot, philosophe des Lumières qui estima à plusieurs reprises dans son œuvre que la mise à mort des condamnés sur l'échafaud était une perte eu égard à l'usage scientifique que l'on aurait pu faire du sacrifice de leur existence sur une table de dissection.
Pendant la Seconde Guerre mondiale, lors de l'expansionnisme du Japon Showa, le général japonais Shiro Ishii implanta en Extrême-Orient un réseau d'unités de recherche bactériologique comme l'Unité 731 dont l'une des activités principales fut la vivisection de plusieurs milliers d'humains. L'objectif scientifique des vivisections était généralement de suivre l'évolution des maladies comme la peste ou le choléra ou encore de mesurer l'effet du froid ou de la pression atmosphérique sur les cobayes humains,.